# Мирожский монастырь
Спа́со-Преображе́нский Миро́жский За́величский монасты́рь — монастырский комплекс XII века, знаменитый благодаря единственным на Руси по степени сохранности домонгольским фрескам соборного храма. Находится во Пскове, при впадении реки Мирожи (откуда и получил своё название) в реку Великую, в районе, называемом За́величьем. Входит в объект всемирного наследия «Храмы псковской архитектурной школы» с 2019 года.
Ансамбль взят под государственную охрану в СССР в 1960 году как памятник республиканского значения.

## История
Точная дата основания монастыря неизвестна. Её принято относить к середине XII века и связывать с именем святителя Нифонта, епископа Новгородского, возможно, грека по происхождению.
Монастырь, находящийся недалеко от псковского крома, был одним из культурных центров города, здесь велась псковская летопись, он имел библиотеку, мастерскую переписчиков (скопировавших, в частности, «Слово о полку Игореве»), и иконописную мастерскую. Обитель была богата. Его городская территория занимала всю пойму реки Мирожи (с мельницами), берег реки Великой с кузницами, хозяйственными дворами и прочее. После секуляризации церковных земель в XVIII веке его территории сократились до нынешнего размера.
Географическое положение вне укреплений Пскова, который часто служил целью нападений западных соседей Руси, подчас делало монастырь уязвимой мишенью. Так, в 1299 году ливонские рыцари, разорив псковский посад, сожгли Мирожский и Снетогорский монастыри, а также убили Василия Мирожского и игумена Снетогорского монастыря Иоасафа, впоследствии канонизированных и ставших местночтимыми святыми. По преданию, мощи святого игумена Василия почивают под спудом в алтарной части Спасо-Преображенского собора вместе с мощами святого Авраамия. В начале XVI века в монастыре обучался преподобномученик Корнилий Псково-Печерский (постриг принял в Псково-Печерском монастыре).
В 1581 году Стефан Баторий установил на колокольне монастыря пушки, из которых стрелял по городу.
В 1567 году, при Иване Грозном, в Мирожском монастыре прославилась чудесами икона Божией Матери, получившая прозвание Мирожской: тип Оранты с предстоящими святыми псковским князем Довмонтом и его супругой Марией Дмитриевной.
По сообщению Энциклопедии Брокгауза и Ефрона, в XIX веке в монастыре находилось много древних икон, чаша святого Нифонта с надписью (1166), Евангелие (1703), серебряный ковш, пожалованный Петром I псковитянину Фадею Гурьеву, два колокола 1520 и 1521 годов.
Монастырь упразднён в XX веке. После революции 1917 года в Мирожском монастыре разместилась Псковская экскурсионная станция. Монашеская жизнь в стенах обители стала возрождаться в 1994 году, когда храм Первомученика Стефана, братский корпус и дом настоятеля был передан Псковской епархии по договору аренды. Тогда же была создана мирожская международная иконописная школа, которую возглавил архимандрит Зинон (Теодор). После дозволения католикам отслужить службу в монастыре и причастия вместе с ними на него было наложено прещение (в частности, запрет на священническое служение). В 1997 году митрополит Евсевий освятил вновь созданную иконописную школу.
1 мая 2010 года весь комплекс зданий и территорий монастыря, за исключением Спасо-Преображенского собора и малых келий, был передан Русской православной церкви в безвозмездное пользование.
В 2011 году в монастыре начала работу иконописная школа для детей города Пскова.

## Наводнения
Монастырь расположен на стрелке двух рек, неоднократно подвергался затоплению, сильнейшие отмечены в стенах монастыря в 1886, 1900, 1928, 1960, 2011 годах.
9 апреля 2011 года из-за резкого подъёма уровня рек Великой и Мирожи монастырь был затоплен, в Стефановом храме вода стояла высотой 1 м, началось просачивание воды в Спасо-Преображенский собор с фресками XII века, служба МЧС оказала помощь в откачке воды.

## Здания
Древнейшие постройки монастыря, кроме собора, не сохранились. В настоящее время ансамбль Мирожского монастыря состоит из Спасо-Преображенского собора с ансамблем фресковой живописи (XII — начало XX века), Настоятельского корпуса (XVI—XIX века), Стефановской церкви (XVII век), Братского корпуса (конец XVIII—XIX век), братских келий (XVII—XIX века), монастырской ограды в 400 м (1799—1805) и здания бани (начало XIX века).

### Собор Спаса Преображения
Выстроен из плинфы и камня до 1156 года. Это крестово-купольный храм, имеющий уникальный для древнерусского искусства архитектурный тип. Центральный объём здания имеет форму равноконечного креста (восточная ветвь его полукруглая, так как заканчивается алтарной апсидой), к которому по углам примыкают низкие компартименты: два прямоугольных с запада и две малые апсиды с востока. Таким образом, первоначально храм имел снаружи чётко выраженную крестообразную форму. Уже в процессе первоначального строительства были добавлены надстройки над западными углами. Позднее храм перестраивался, и со временем его форма утратила первоначальный замысел. Храм является одним из лучших примеров русской архитектуры домонгольского периода.
Расписан сверху донизу в 30-х и 40-х годах XII века неизвестными мастерами, выходцами из Греции. Фрески выделяются единством художественного замысла и своей высокой сохранностью. По стилю они напоминают византийские мозаики в некоторых храмах Сицилии того же XII века.
В XVII веке фрески были забелены, что способствовало их сохранности. Стараниями археолога и историка искусств Владимира Суслова и его учеников они были открыты из-под штукатурки в конце XIX века. Потёртость красочных слоёв и отдельные утраченные участки не устраивали духовенство монастыря. Указом Синода Суслов был отстранён от реставрации, а для «восстановления» фресок была нанята артель иконописцев под руководством Николая Софонова, которая в 1900—1901 годах промыла древние росписи, а затем переписала их клеевыми красками «в древнем стиле», сохраняя лишь древнюю иконографию сюжетов. Новое раскрытие фресок началось в 1920-х годах. Первая реставрация здесь проводилась в 1970-х годах бригадой реставратора Николая Брягина. Утраты тогда укрепляли концентрированной желтковой эмульсией, использовали тонировки, а софоновские записи удаляли, но не везде.
Ныне Спасо-Преображенский собор представляет собой музей.
Богослужения в Спасо-Преображенском соборе проводятся братией монастыря только в определённые праздничные дни.

### Храм Апостола и Первомученика Стефана
Стефановская церковь представляет собой надвратный храм на подклете. Построен на месте более древней, 1406 года. Очень нарядный, окна и двери обрамлены колонками, с перехватами и фронтонами. В храме проходят регулярные богослужения. Храмовый иконостас представляет собой уникальные фресковые росписи работы архимандрита Зинона. Кроме того, в храме находится список 1998 года с чудотворной иконы Божией Матери Мирожская-Оранта, явленной чудесным образом в 1198 году. Более древний список с иконы — 1583 года, находится в Псковском государственном музее-заповеднике. Кроме того, в числе почитаемых святынь — икона великомученика Пантелеимона XIX века, привезенная со святой горы Афон, Тихвинская икона Божией Матери, икона Николая Чудотворца, частицы мощей многих святых со всего света. При монастыре работают иконописные мастерские, мирожские иконописцы являются продолжателями традиций византийских мастеров, расписавших собор в XII веке. В подклете Стефановского храма оборудована выставка современной иконы. В монастырском корпусе имеется трапезная.

## Правовое положение
Решением 43-й сессии комитета всемирного наследия ЮНЕСКО 7 июля 2019 года внесён в список всемирного наследия ЮНЕСКО (в списке храмов псковской архитектурной школы).